# Aileen Quinn
Aileen Marie Quinn (Yardley, 28 giugno 1971) è un'attrice, cantante e ballerina statunitense, nota per aver preso parte da bambina al film Annie (1982).

## Biografia
Aileen Quinn debutta all'età di 8 anni, cantando, danzando e recitando.
Nel 1982 interpreta il film Annie (1982), grazie al quale ottiene la nomination al Golden Globe per la migliore attrice in un film commedia o musicale. Ne canta inoltre la colonna sonora e, nello stesso anno, pubblica l'album Bobby's Girl, prodotto da Barbra Streisand e Dolly Parton.
Attualmente canta con il suo gruppo rockabilly Aileen Quinn and the Leapin' Lizards, con i quali tiene concerti dal vivo e ha pubblicato l'album Pin Me nel 2015.

## Filmografia

### Attrice
- Annie, regia di John Huston (1982)
- Il principe ranocchio (The Frog Prince), regia di Jackson Hunsicker (1988)
- 30, regia di Curtis Pollock (2007)
- Multiple Sarcasms, regia di Brooks Branch (2010)
- The Comeback Kids – serie TV, episodi 1x03-1x05 (2014)
- Will & Grace – serie TV, episodio 11x06 (2020)

### Doppiatrice
- Dorothy Gale in Il mago di Oz (Ozu no mahôtsukai) (1982)
- Brows-Eyed Susan in The Charmkins (1983)

## Teatro
- Annie (1982)
- Peter Pan (1999)

## Discografia

### Discografia solista

#### Album
- 1982 - Bobby's Girl

#### Singoli
- 1982 - Tomorrow

#### Partecipazioni
- 1982 - Annie - Original Motion Picture Soundtrack

### Discografia con Aileen Quinn and the Leapin' Lizards

#### Album
- 2015 - Spin Me